# District de Lubok Antu
Le district de Lubok Antu (malais : Daerah Lubok Antu) est un district administratif de l'État malaisien du Sarawak, qui fait partie de la Division de Sri Aman. La capitale du district est dans la ville de Lubok Antu.

### Liens connexes
- Districts de Malaisie